# لیپه (ناحیه)
لیپه (به آلمانی: Kreis Lippe) یک ناحیه در آلمان است که در دتمولد واقع شده‌است.
 لیپه  ۳۵۳٬۹۳۸ نفر جمعیت دارد.